# Villa Carlos Paz
Villa Carlos Paz ist mit 56.407 Einwohnern (2001) die viertgrößte Stadt der Provinz Córdoba in Zentralargentinien und ein bedeutendes Fremdenverkehrszentrum. 

## Lage

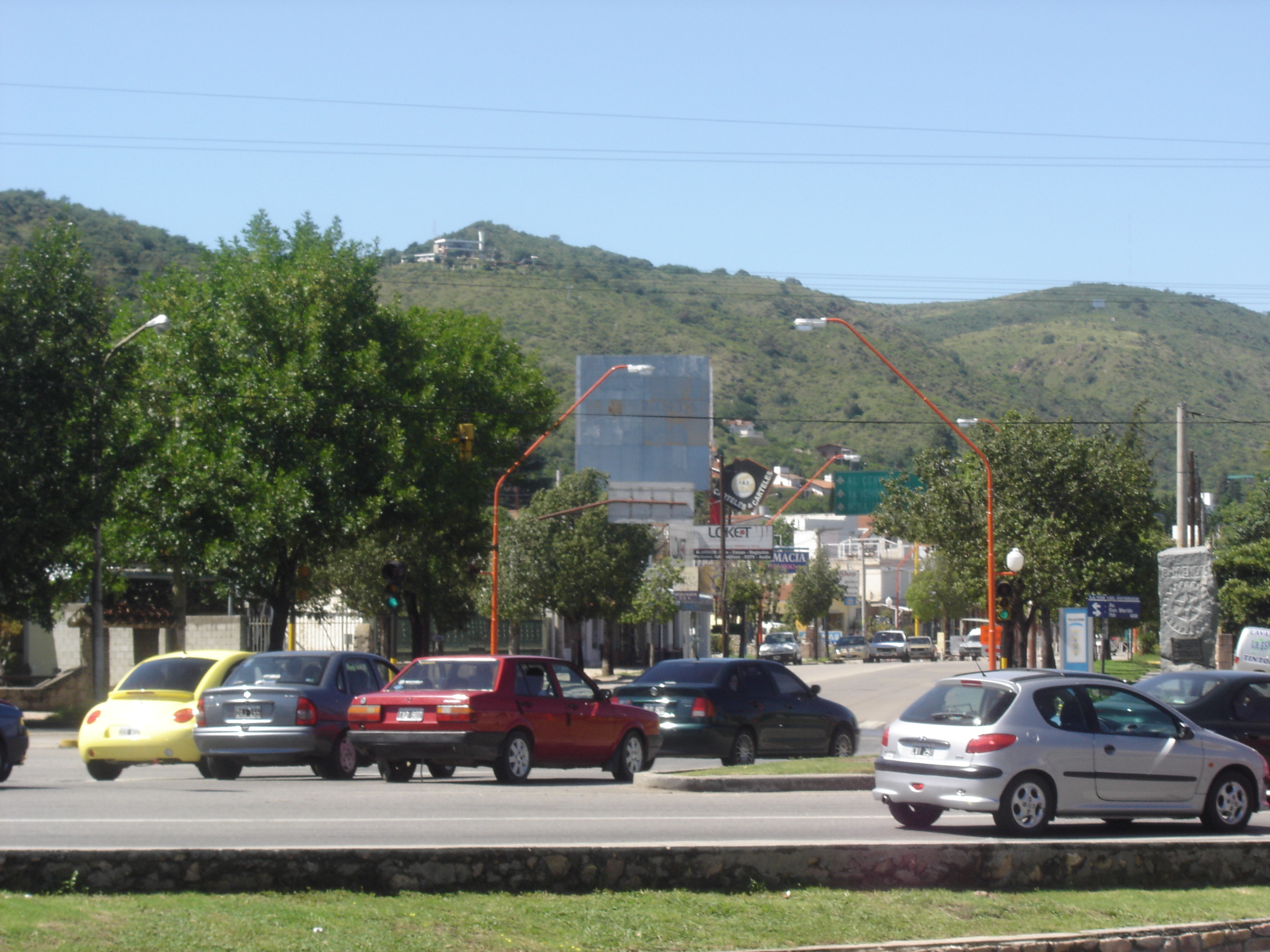
In Carlos Paz

Carlos Paz liegt auf 600 Metern Höhe im zentralen Westen der Provinz an der Mündung des Río San Antonio in den Stausee Lago San Roque im Valle de Punilla, zwischen der Sierra Grande im Westen und der Sierra Chica im Osten, die zu den Sierras de Córdoba gehören. Markanteste Erhebung ist der 950 Meter hohe Cerro La Cruz unmittelbar östlich der Stadt. 
In der Agglomeration der Stadt (einschließlich San Antonio de Arredondo, Mayu Sumaj, Icho Cruz, Cuesta Blanca und Tanti) leben etwa 75.000 Einwohner, Tendenz steigend. Das gesamte Ballungsgebiet rund um den Lago San Roque bis nach Cosquín hat rund 120.000 Einwohner.

## Geschichte
Villa Carlos Paz wurde 1914 von dem Großgrundbesitzer Carlos Nicandro Paz gegründet, kurz nachdem in der Nähe der Staudamm San Roque errichtet worden war, der die Millionenstadt Córdoba mit Trinkwasser und Energie beliefert. Bereits nach wenigen Jahren wurde Carlos Paz zu einem bedeutenden Touristenzentrum, die Einwohnerzahl wuchs sehr schnell an. Heute ist Carlos Paz auch zur Schlafstadt der Provinzhauptstadt geworden, zu deren Ballungsraum es gehört.

## Wirtschaft

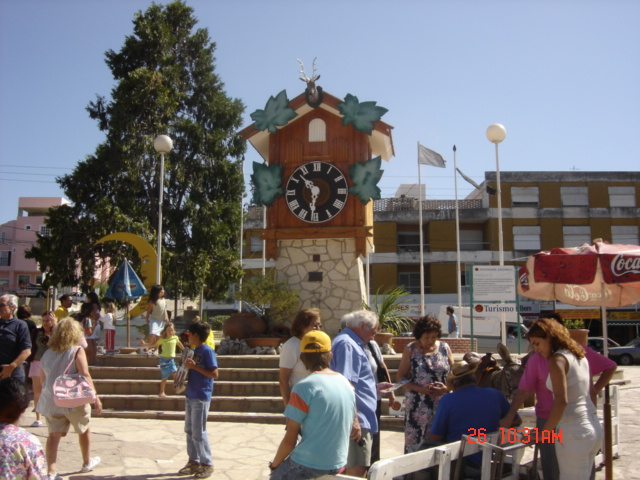
Kuckucksuhr im Zentrum der Stadt

Carlos Paz ist vor allem als Fremdenverkehrszentrum bekannt, wo es in der nationalen Statistik Rang drei hinter Mar del Plata und Bariloche einnimmt. Etwa zwei Millionen Touristen besuchen die Stadt pro Jahr. In der Umgebung kann man baden, wandern, kajakfahren, segeln und gleitschirmfliegen. Für Familien gibt es Freizeitparks und einen Sessellift auf den Cerro La Cruz. Ein weiterer Anziehungspunkt ist das Nachtleben mit mehreren Theatern, Casinos und Diskotheken, in die sich im Sommer ein Großteil der Szene von Córdoba verlagert.
Im Sommer gibt es diverse Veranstaltungen in Carlos Paz, unter anderem Konzerte und Festivals aller Art. Das größte Ereignis im Jahr ist jedoch der Rallye-Weltmeisterschaftslauf im Mai oder Juni, der Zehntausende Schaulustige anlockt.

## Ökologische Probleme
Das bedingungslose Wachstum des Tourismus und gleichzeitig der permanenten Wohnbevölkerung in der Stadt hat zu einer Reihe ökologischer Probleme geführt. Am gravierendsten ist das der Wasserknappheit: Da der Trinkwasserspender der Stadt, der Fluss Río San Antonio, im trockenen Winterhalbjahr wenig Wasser führt, reicht sein Wasservolumen inzwischen nicht mehr aus, um den Stausee befriedigend zu füllen und gleichzeitig den Wasserbedarf der ständig wachsenden Bevölkerung zu decken. Die Folge sind Zwangsrationierungen insbesondere im Frühjahr und Fischsterben im See. Weiterhin ist die Verschmutzung des Sees und des Flusses bereits so weit fortgeschritten, dass in einem Radius von zehn Kilometern um die Stadt nicht mehr gebadet werden kann. Zudem gibt es in der Stadt bereits eine starke Luftverschmutzung insbesondere im Sommer. 
Trotz dieser allgemein mit großen Industriestädten verbundenen Probleme wird weiterhin auf Wachstum gesetzt, ein Umdenken oder zumindest eine Regulierung des Wachstums findet kaum statt. Die Stadt versucht sogar, weite Ländereien aus dem Umland einzugemeinden, um mehr Spielraum für neue Bauprojekte zu gewinnen. Dies führt zudem zu einem starken Landschaftsverbrauch: Im Ballungsgebiet zwischen Cuesta Blanca im Süden und Cosquín im Norden sowie Tanti im Westen gibt es auf einer Fläche von 70 Kilometern Länge und maximal 15 Kilometern Breite kaum noch nennenswerte Grünflächen, abgesehen von den unbebaubaren steilen Berghängen.

## Umgebung
20 Kilometer südlich von Carlos Paz, nahe der Ortschaft Cuesta Blanca, befindet sich die Playa de los Hippies, ein ehemaliger Zufluchtsort von politisch verfolgten Aussteigern in einem isolierten Talkessel. Heute ist es ein beliebtes Ziel von Campingtouristen.

## Persönlichkeiten
- Antonella Falcione (* 1991), Squashspielerin
- María Victoria Woodward (* 1991), Sprinterin